# The Penalty

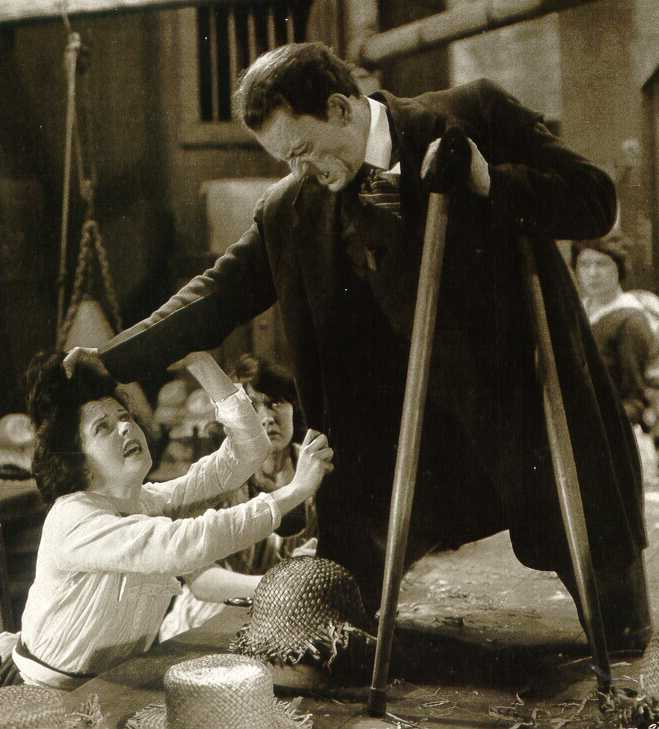
Lon Chaney mit Ethel Grey Terry in The Penalty

The Penalty [ˈpɛnl̩tɪ] (anhörenⓘ) ist ein US-amerikanisches Stummfilmdrama des Regisseurs Wallace Worsley. Der Film kam im August 1920 in den Vereinigten Staaten in die Lichtspielhäuser.

## Handlung
Einem Jungen werden nach einem Unfall durch den unerfahrenen Chirurgen Dr. Ferris unnötigerweise beide Beine amputiert. 27 Jahre später ist der Junge zum Meisterverbrecher Blizzard geworden. Der Polizist Lichtenstein schleust die verdeckte Ermittlerin Rose in dessen Organisation ein. Dr. Ferris ist nun ein anerkannter Chirurg geworden, dessen Tochter sich der Bildhauerei widmet. Blizzard erschleicht sich als Modell für eine Skulptur Satans ihr Vertrauen und plant, ihren Vater zu zwingen, ihm die Beine ihres Verlobten Dr. Wilmot zu transplantieren. Dr. Ferris stimmt zu, operiert stattdessen aber eine Verletzung am Gehirn Blizzards. Als dieser aus der Narkose erwacht, ist er von seinem antisozialen Verhalten befreit, wird aber von einem seiner Helfershelfer erschossen.

## Hintergrund
The Penalty basiert auf dem gleichnamigen Roman von Gouverneur Morris.
Chaney band sich für die Rolle die Beine zurück und vollführte beeindruckende Stunts. So springt er von einer Plattform und landet auf seinen Knien und steigt Treppen. Für Chaney stellte The Penalty nach seinem großen Erfolg in The Miracle Man seinen Durchbruch dar.
In einer kleinen Nebenrolle ist Cesare Gravina  als Kunstlehrer zu sehen. Er bleibt im Abspann ungenannt.
Mittlerweile ist der Film in den Vereinigten Staaten im Public Domain.

## Kritik
Der Film erhielt mehrheitlich positive Kritiken. Auf der Filmkritik Seite Rotten Tomatoes liegt der Anteil der positiven Kritiken bei 83 %, (5 von 6).